# Matsura Takanobu (daimyo)
Ne doit pas être confondu avec Matsura Takanobu (samouraï).
Matsura Takanobu (松浦 隆信, 13 janvier 1592-16 juillet 1637) est le 3e daimyo du domaine de Hirado dans la province de Hizen au Japon. Il est également le 28e chef héréditaire du clan Matsura.
Takanobu est le fils ainé de Matsura Hisanobu, 2e daimyo du domaine. Lorsque son père décède subitement à l'âge de 32 ans, il devient seigneur du domaine à 12 ans sous la tutelle de son grand-père.
Le domaine est fortement tributaire des revenus du commerce extérieur et Takanobu cultive de bonnes relations avec les marchands hollandais qui cherchent accès aux ports du Japon. Il est nommé courtier désigné entre les Hollandais et le bakufu des Tokugawa et demeure leur allié le plus constant au Japon.